# Listă de filme de groază din anii 2000
Filmele de groază din anii 2000 sunt prezentate în următoarele articole:
- Listă de filme de groază din 2000
- Listă de filme de groază din 2001
- Listă de filme de groază din 2002
- Listă de filme de groază din 2003
- Listă de filme de groază din 2004
- Listă de filme de groază din 2005
- Listă de filme de groază din 2006
- Listă de filme de groază din 2007
- Listă de filme de groază din 2008
- Listă de filme de groază din 2009